# Torreorgaz
Torreorgaz ist ein Ort und eine Gemeinde  (municipio) mit 1.676 Einwohnern (Stand: 2024) in der Provinz Cáceres in der Autonomen Gemeinschaft Extremadura.

## Lage und Klima
Torreorgaz liegt am Río Salor in einer Höhe von ca. 425 m. Das Stadtzentrum von Cáceres befindet sich ca. 18 km nordwestlich.

## Bevölkerungsentwicklung
| Jahr      | 1970 | 1981 | 1991 | 2001 | 2011 | 2021 |
| Einwohner | 1406 | 1231 | 1423 | 1665 | 1773 | 1675 |

## Sehenswürdigkeiten
- Festungsruine (Castillo del Cachorro)
- Peterskirche (Iglesia de San Pedro Apóstol)

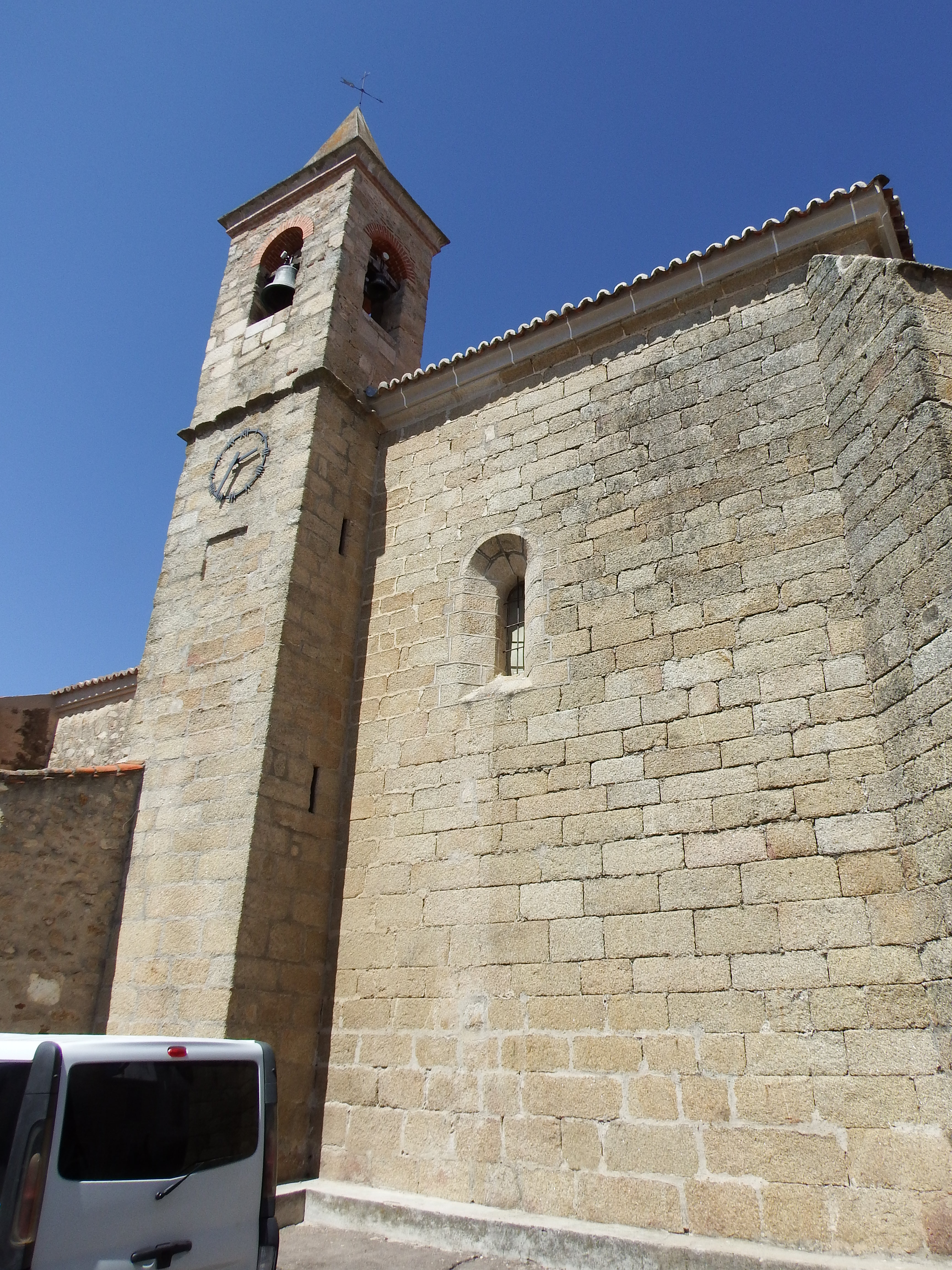
Peterskirche
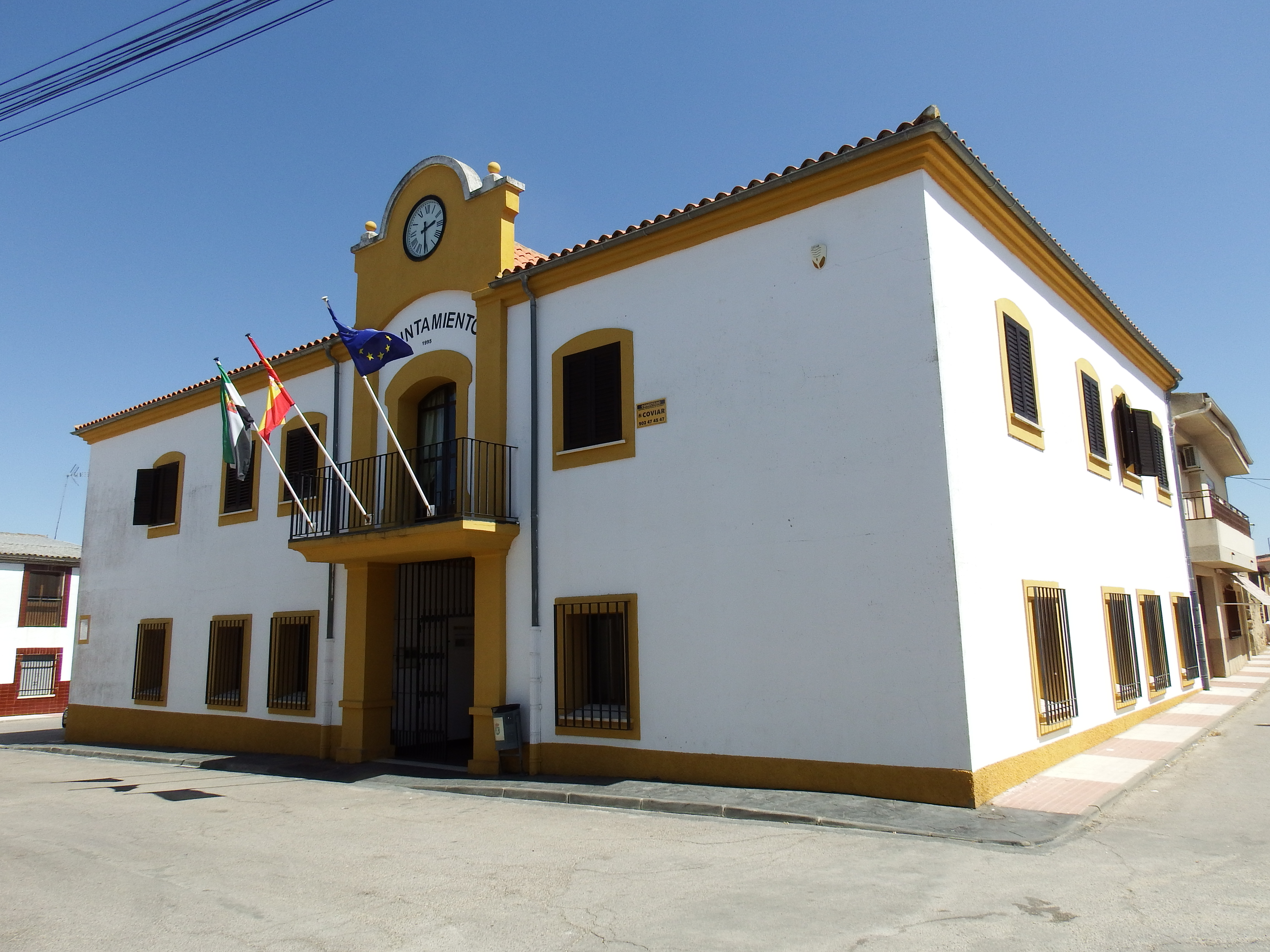
Rathaus